# Moise Ienciu
Moise Ienciu (n. 1881 – d. 1953) a fost un deputat în Marea Adunare Națională de la Alba Iulia, organismul legislativ reprezentativ al „tuturor românilor din Transilvania, Banat și Țara Ungurească”, cel care a adoptat hotărârea privind Unirea Transilvaniei cu România, la 1 decembrie 1918.:p. 77

## Biografie
Moise Ienciu a fost profesor de teologie la Institutul teologic diecezan al Eparhiei Caransebeșului. Acesta a îndeplinit și funcția de inspector general în Ministerul Cultelor.

## Activitatea politică

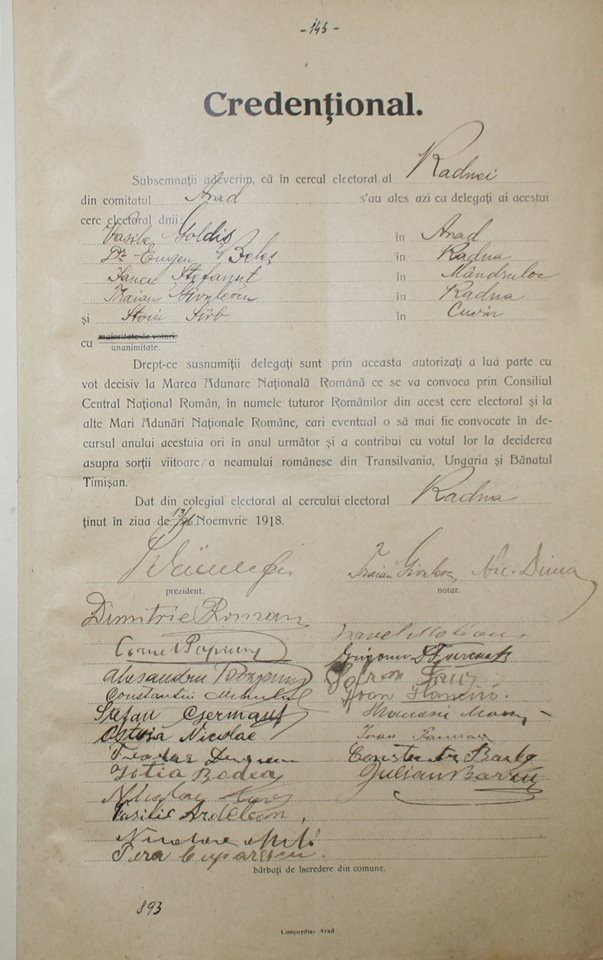
Credențional

Moise Ienciu a fost ales delegat al Institutului teologic greco-ortodox român din Caransebeș, pentru Comitatul Caraș-Severin la Marea Adunare Națională de la Alba Iulia, unde a votat unirea Ardealului cu România, la 1 decembrie 1918.